# 867

## أحداث
- 14 ديسمبر - تعيين أريان الثاني كالبابا الجديد.
- سبتمبر - باسيل الأول يتولى عرش الامبراطورية البيزنطية، وتبدا به السلالة المقدونية.

## مواليد
- أحمد بن سليمان النجاد
- جعفر الخلدي أحد علماء أهل السنة والتصوف السني في القرن الرابع الهجري
- عروبة بن يوسف

## وفيات
إسحق الموصلي